# Andreas Laun

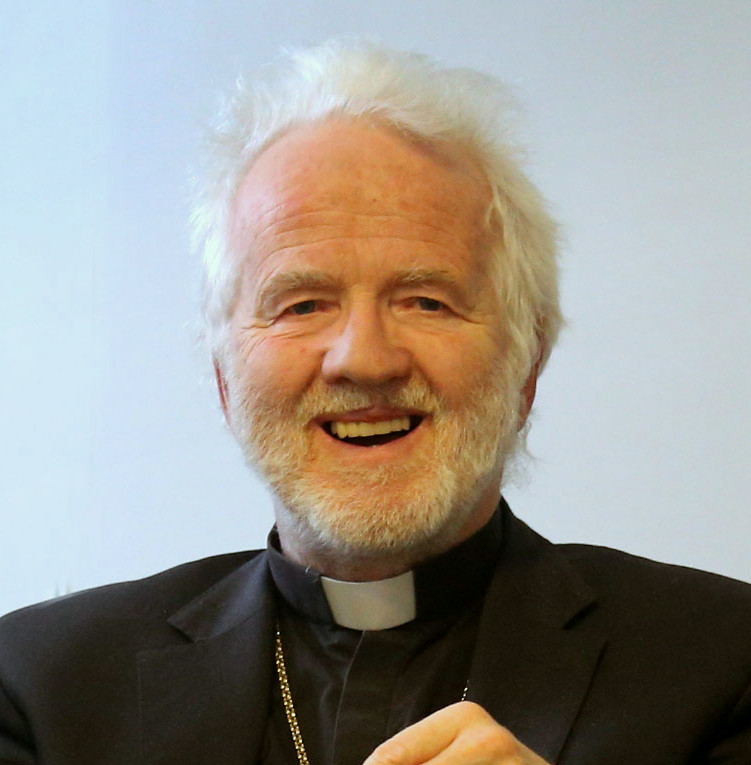
Andreas Laun (März 2015)

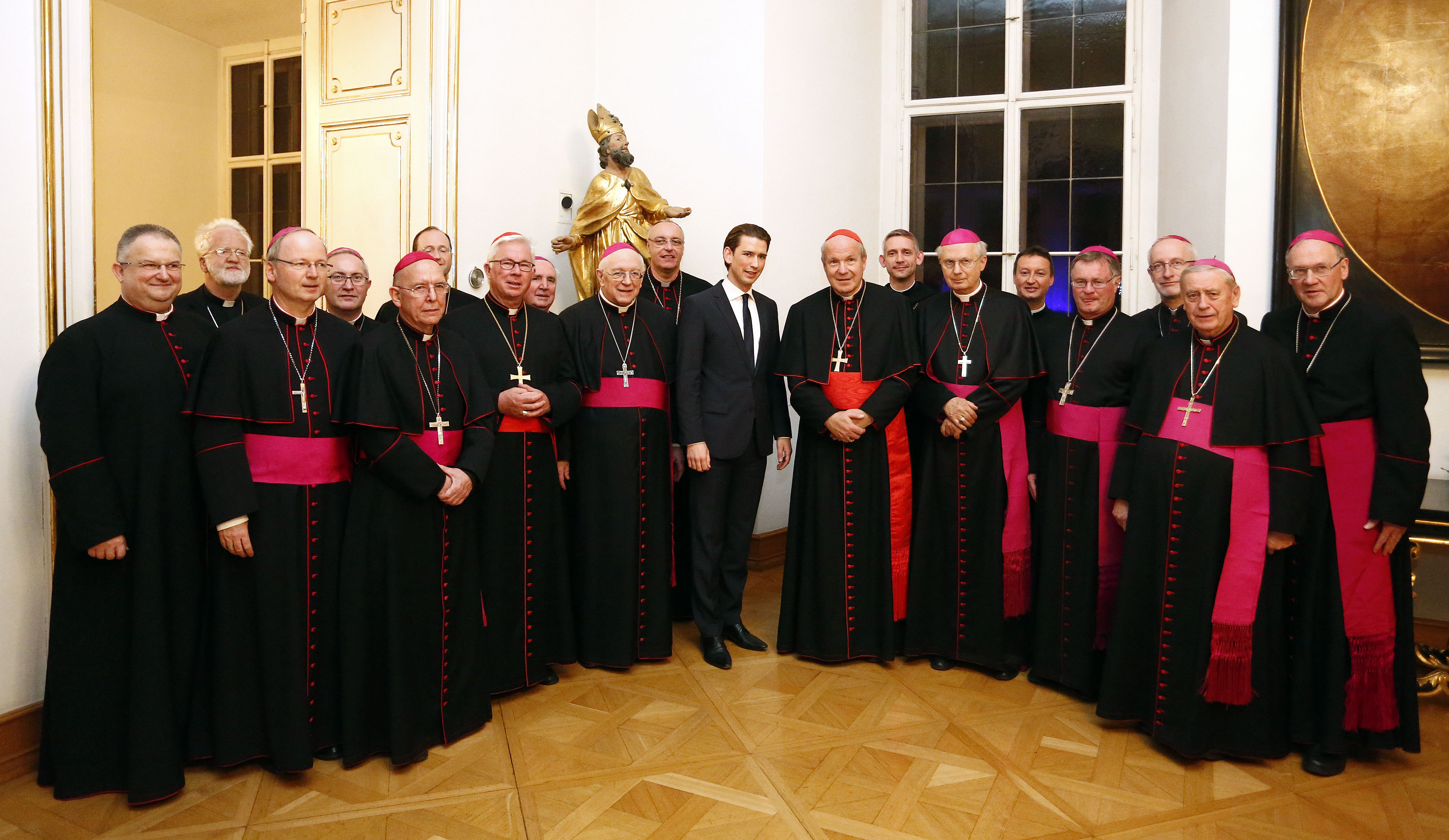
Die österreichische Bischofskonferenz mit dem damaligen Außenminister Sebastian Kurz (November 2014), Andreas Laun (2.v.l.)

Andreas Laun OSFS (* 13. Oktober 1942 in Wien; † 31. Dezember 2024 in Oberalm) war ein österreichischer Ordensgeistlicher, Moraltheologe und Weihbischof in Salzburg. Laun wurde dem konservativen Flügel des österreichischen Bischofskollegiums zugerechnet. Er fiel mehrfach durch homophobe Äußerungen, durch seine Unterstützung der rechtsextremen FPÖ sowie durch die Verbreitung von Verschwörungstheorien im Zuge der COVID-19-Pandemie auf.

## Leben
Nach seiner Matura 1960 am Gymnasium Borromäum in Salzburg studierte Andreas Laun bis 1962 Philosophie an der Universität Salzburg. 1962 trat Laun den Oblaten des hl. Franz von Sales bei und ging für das Noviziat nach Eichstätt in das Salesianum Rosental. Er studierte zunächst Theologie an der Katholischen Universität Eichstätt-Ingolstadt und von 1966 bis 1970 Theologie und Französisch an der schweizerischen Universität Fribourg. Am 17. September 1966 legte er die feierliche Profess ab; am 29. Juni 1967 empfing er in Eichstätt die Priesterweihe. In den folgenden Jahren war er Erzieher in Ried im Innkreis und Ingolstadt und Kaplan in Wien-Döbling, dann von 1989 bis 1995 Pfarrmoderator der Pfarre Kahlenbergerdorf. Er gründete 1976 die „Initiative Pflegefamilien“, aus der später der Verein „Eltern für Kinder“ gegründet wurde. Der Schwerpunkt des überkonfessionellen Vereins liegt in der Unterstützung, Schulung und Beratung von Ersatzfamilien wie Pflege- oder Adoptivfamilien.
1973 wurde Andreas Laun in Fribourg mit einer Arbeit zur naturrechtlichen Begründung der Ethik in der neueren katholischen Moraltheologie promoviert. Ein Jahr später wurde er wissenschaftlicher Assistent für Moraltheologie an der Universität Wien. 1980 erhielt er den Kardinal-Innitzer-Förderungspreis für Theologie.
1981 habilitierte sich Laun für Moraltheologie an der Universität Wien. Von 1981 bis 2017 war er Professor für Moraltheologie an der Philosophisch-Theologischen Hochschule Heiligenkreuz und von 1981 bis 1987 Professor an der Philosophisch-Theologischen Hochschule Benediktbeuern. 1985 wurde er Rektor des Ausbildungshauses der Salesoblaten in Eichstätt. Von 1987 bis 1989 war Laun Generalsekretär der Katholischen Akademie Wien, von 1986 bis 1989 geistlicher Begleiter des Katholischen Familienwerkes und anschließend bis 1995 Generalsekretär der Wiener Katholischen Akademie.
Am 25. Jänner 1995 wurde Andreas Laun von Papst Johannes Paul II. zum Weihbischof in Salzburg und zum Titularbischof von Libertina ernannt. Die Bischofsweihe spendete ihm Erzbischof Georg Eder am 25. März desselben Jahres im Dom zu Salzburg; Mitkonsekratoren waren Jakob Mayr, Weihbischof in Salzburg, und Josef Koukl, Bischof von Leitmeritz. Bischof Launs Wahlspruch ist Scio cui credidi („Ich weiß, wem ich geglaubt habe“, 2 Tim 1, 12 ). Laun war ab 1995 Bischofsvikar für die Seelsorge an Ehe und Familie und Konsultor des Päpstlichen Rates für die Pastoral im Krankendienst. Ferner ist er Mitglied in der Europäischen Gesellschaft für Theologie und der Societas Ethica. Er trägt die Ehrenbänder der katholischen Studentenverbindung KÖL Leopoldina Wien im KÖL sowie der KÖStV Gaudeamus Wörgl im MKV.
Am 13. Oktober 2017, Launs 75. Geburtstag, nahm Papst Franziskus dessen altersbedingten Rücktritt an.

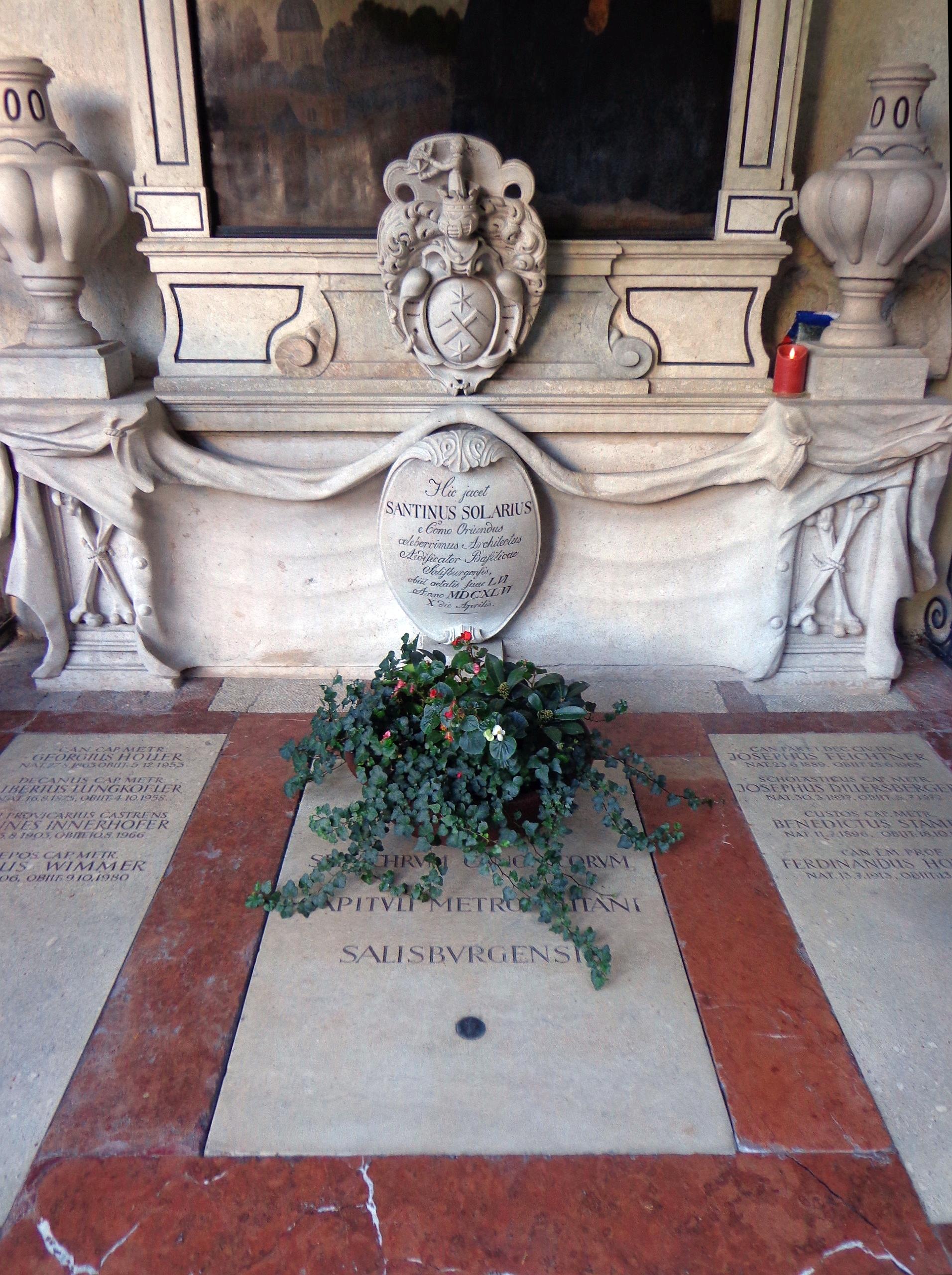
Petersfriedhof Salzburg, Gruft Nr. 31

Andreas Laun ist am 31. Dezember 2024 in der Seniorenresidenz Schloss Kahlsperg (Gemeinde Oberalm), in der er zuletzt lebte, im 83. Lebensjahr verstorben. Seine Grabstätte befindet sich auf dem Petersfriedhof Salzburg (Gruftarkaden, Gruft Nr. 31).

## Positionen
Im Hinblick auf die Entwicklung der Arten schrieb Laun im Dezember 1996, den Glauben berühre letztlich nur die weltanschauliche Frage, ob auch der Mensch in der Reihe dieser Entwicklung stehe. In diesem Zusammenhang gelte es, die Frage, ob sich das Leben aus einer Urzelle „herausentwickelt“ habe, und die Frage der Ursache dafür nicht zu vermengen. Er bejahte, dass es „im Reich des Lebendigen viele Gemeinsamkeiten“ gebe. Die These, dass es Zusammenhänge zwischen den Arten des Lebens gebe, sei jedoch nicht dasselbe wie die „Behauptung Darwins, die Arten hätten sich durch das Gesetz des jeweils Stärkeren gebildet“; der Mensch sei nicht nur ein „höheres Tier“, denn die Seele sei „durch keine ‚Entwicklung von unten‘ erklärbar“; bezogen auf die Evolutionsbiologie setzte er sich 2011 von einer „totalitären Form der Evolutions-Theorie mit ihrer Vergottung des Zufalls und damit Leugnung der Vernunft im Seienden“ ab. Laun bezog in Kommentaren zur Evolutionstheorie kreationistische Positionen und verteidigte das Intelligent Design, auch auf polemische Weise.
Laun äußerte 2005 Befürchtungen einer zukünftigen Verfolgung des Christentums in Europa, die sich aus „Denkverboten und abstrusen Antidiskriminierungsgesetzen“ entwickeln könnte. Christen seien bereits jetzt „ein Stück weit Befehlsempfänger jener antiklerikalen Kreise, die in Europa das Sagen haben“. Laun wandte sich im selben Jahr gegen einen EU-Beitritt der Türkei, unter anderem, da das Land überwiegend muslimisch sei und die kulturelle Geprägtheit des Landes nicht in die Europäische Union passe.
Nach dem Anschlag in Saint-Étienne-du-Rouvray im Juli 2016 stellte Laun fest, dass der Koran Passagen enthalte, die „solche Taten bejahen und sogar empfehlen“ würden, auch wenn viele Muslime „solche Stellen nicht ernst“ nähmen und sie nicht befolgten. Er forderte, Christen sollten aufhören, den Islam „schönzureden“ oder so zu tun, als sei der Islam eine friedliebende Religion. Der Islam habe sich „von Anfang an mit Feuer und Schwert ausgebreitet“. Gebraucht werde ein Christentum, das sich Christi bewusst sei. Christen sollten alles tun, die Muslime mit Jesus Christus bekannt zu machen, und der Staat solle die schützen, die Christen werden wollten.

## Kontroversen
Andreas Laun wurde zu den Kritikern und Gegnern von Papst Franziskus gerechnet.
Laun kritisierte 2011 im Zusammenhang mit der Abberufung des Kopfinger Pfarrers Andreas Skoblicki die Entscheidung des Linzer Bischofs Ludwig Schwarz als „innerkirchliche Christenverfolgung“. Skoblicki war zuvor vorgeworfen worden, in seiner Gemeinde „sektenähnliche Zustände“ herbeigeführt zu haben. Laun entschuldigte sich bei Bischof Schwarz später für diese Aussage.
Wenige Tage vor der Stichwahl zur österreichischen Präsidentschaftswahl 2016 sprach Laun in einem Gastbeitrag auf dem Internetportal kath.net eine Wahlempfehlung für Norbert Hofer – den Kandidaten der FPÖ, aus. Hofers Ansichten seien „vernünftig und in Ordnung“; so wie das „Angebot“ sei, könne man nur Hofer wählen und „beten für ihn und Österreich“. Laun bezeichnete Alexander Van der Bellen als „links-extremen Kandidaten“. Dass Christen bereit seien, einen „erklärten Gottes- und damit auch Kirchenfeind“, der in „allen heiklen und gefährlichen Fragen, vom Lebensschutz über die Gottesfrage bis Gender“, auf der falschen Seite stehe, zu wählen und auch andere dazu zu verführen, zeige, „in welchem Zustand bestimmte Kreise in der Kirche“ seien. Die Äußerungen Launs wurden vom Dekan der Universität Salzburg als „diffamierend“ bezeichnet. Es werde „nicht der Aufgabe eines Hirten gerecht“, für solche Aussagen die bischöfliche Autorität in Anspruch zu nehmen. Salzburgs Erzbischof Franz Lackner kritisierte, die katholische Kirche in Österreich gebe „nach einer langjährig bewährten Tradition“ keine Wahlempfehlungen ab.
Im Oktober 2016 sagte Laun die Teilnahme an dem Kongress Verteidiger Europas in Linz ab, nachdem ihn Erzbischof Lackner darum ersucht hatte. Geplant war ein Referat Launs zum Thema „Die christlichen Wurzeln Europas“. Laun erklärte, er respektiere den Wunsch des Erzbischofs.

### Abtreibung
Laun forderte ein Verbot der Abtreibung. Jede Frau, die Kinder gebäre und aufziehe, solle entschlossen gefördert werden. Die Fristenlösung habe vor allem im Bewusstsein der Menschen vieles zum Schlechteren verändert. Die Menschen stünden unter dem Eindruck, sie seien Herren über Leben und Tod. Wie Bischof Kurt Krenn schloss Laun sich der Ablehnung des Vatikans der Pille danach für Vergewaltigungsopfer im Zuge des Kosovokriegs an. Als in Kolumbien nach dem mehrfachen Missbrauch eines elfjährigen Mädchens neben den direkt Beteiligten einer folgenden Abtreibung auch die indirekt daran Beteiligten (wie die Gesetzgeber) exkommuniziert wurden, brachte Laun zum Ausdruck, dies sei richtig gewesen; es sei widersinnig zu glauben, man könne „ein Trauma durch ein zweites Trauma irgendwie aufheben oder heilen“. Das Mädchen sei durch die Abtreibung im Gegenteil noch mehr und noch tiefer verwundet worden.

### Loveparade
Laun äußerte sich zum Unglück bei der Loveparade 2010 in einer regelmäßigen Kolumne im Internetportal Kath.net mit dem Titel „Klartext“. Er formulierte zum Thema „strafender Gott“, dass die Loveparade und die Teilnahme an ihr „abgesehen vom abstoßenden Erscheinungsbild objektiv eine Art Aufstand gegen die Schöpfung und gegen die Ordnung Gottes“ sind, ja gar „Sünde und Einladung zur Sünde!“

### Homosexualität
Laun sah eine „Homosexualisierung der Gesellschaft“ im Gange. Gott könne Homosexuelle heilen, er habe jedoch nie behauptet, dies sei „der Normalfall“. 2015 erneuerte Laun seine Ansicht, dass Homosexualität eine durchaus „veränderbare“ „Neigung“ sei.
Laun setzte sich für eine Neuregelung des § 209 StGB (Österreich) ein. Es sei „absurd, den Schutz des Gesetzes abzubauen und pädophil orientierte Männer ‚näher‘ an ihre Opfer heranzulassen“.
2014 wandte sich Laun unter Berufung auf Angaben des polnischen Theologen Dariusz Oko gegen die Einführung eines Adoptionsrechts für homosexuelle Paare. Dies schaffe „die nächste Gelegenheit“ zur Sünde, da die Gefahr des Missbrauchs höher sei als bei Heterosexuellen. Ein Adoptionsrecht für Homosexuelle sei zudem frauenverachtend, da nur eine Frau mütterliche Liebe schenken könne. Auch der Kindesmissbrauch in der katholischen Kirche sei „sicher zum Teil“ von homosexuellen Pfarrern begangen worden. Kritisiert wurden diese Aussagen beispielsweise von der Salzburger Homosexuelleninitiative HOSI.
2017 schrieb Laun in einem „Hirtenbrief“ an seine de facto nicht existente, als Titularbistum bestehende Diözese Libertina, nach dem Nationalsozialismus und dem Kommunismus sei Gender eine neuerliche große, auf Lügen des Teufels basierende Auseinandersetzung unserer Zeit. Es werde von Vertretern der „Gender-Ideologie“ behauptet, der Unterschied zwischen Männern und Frauen sei eine Erfindung der Menschen selbst. Wer hingegen auf einen Unterschied zwischen Mann und Frau hinweise, werde von diesen Vertretern mit dem Begriff der „Zwangsheterosexualität“ diffamiert. Dies sei eine Lüge, an der dem Teufel gefalle, „dass es irgendwie gestörte Männer und Frauen gibt, die anatomisch eine kleine Missbildung haben oder eine sexuelle Anziehung zum eigenen Geschlecht verspüren und damit seine Lüge zu bestätigen scheinen“. Die Homosexuelle Initiative Salzburg erstattete daraufhin Strafanzeige gegen Laun. Die Staatsanwaltschaft Salzburg leitete wegen des Fehlens eines ausreichenden Anfangsverdachts kein diesbezügliches Ermittlungsverfahren ein. Auch vier deutsche SPD-Politiker hatten wegen des Textes eine strafrechtliche Verfolgung von Laun und dem außerkirchlichen Internetportal kath.net in die Wege geleitet.
Zu Äußerungen der deutschen Bischöfe Bode und Marx im Jänner 2018 über die Möglichkeit der Segnung homosexueller Partnerschaften erklärte Laun, den Segen Gottes könne man zwar nicht nur für Menschen, „Heiligen und Sündern gleichermaßen“, sondern auch für Gegenstände und Handlungen erbitten, nicht aber für die Sünde selbst. „Also könnte man kein Bordell einweihen, kein KZ oder Waffen segnen, die nicht ausschließlich zur Jagd oder zur legitimen Verteidigung bestimmt sind. Darum ist klar, man darf auch nicht eine Verbindung segnen, die sündhaft ist, nicht die Mafia, keinen Segen für Vereinigungen oder Einrichtungen geben, die Abtreibung fördern und durchführen oder glaubensfeindliche Ideologien verbreiten, antisemitische Inhalte und andere Formen rassenfeindlichen Denkens.“ Der Salzburger Erzbischof Franz Lackner erklärte daraufhin, Launs Äußerungen machten betroffen, Wortwahl und Vergleich seien gänzlich unangemessen. Es sei unverständlich, wie man „systematische Verbrechen gegen die Menschheit in irgendeiner Weise in Zusammenhang mit gleichgeschlechtlichen Lebensformen bringen“ könne.
In Bezug auf die seit 2017 stattfindende Lange Nacht der Solidarität im Wiener Stephansdom, die sowohl an die Opfer von HIV/Aids erinnern als auch Geld für Aids-Projekte sammeln soll, meinte Laun Anfang Dezember 2019: „Darum ist meine Antwort auf dieses Event im Haus Gottes nur ein großes NEIN. NEIN und nochmals NEIN!“ Er zog dabei einen Vergleich zur Tempelreinigung, als „Jesus die Händler und sogar die harmlosen Tauben im Tempel nicht dulden wollte“.

### Verschwörungstheorie zur Corona-Krise
Laun gehörte zusammen mit katholischen Geistlichen, Journalisten, Medizinern und Anwälten, unter anderen dem deutschen Kardinal Gerhard Ludwig Müller, zu den Unterzeichnern des Aufrufs von Carlo Maria Viganò vom 7. Mai 2020 mit dem lateinischen Titel Veritas liberabit vos! („Die Wahrheit wird euch befreien“, nach Joh 8,32 ), das auf dem Internetportal katholisch.de der Deutschen Bischofskonferenz als „Konglomerat an Verschwörungsmythen und Pseudowissenschaft“ bezeichnet wird. In dem Schreiben wird beklagt, dass unter dem Vorwand der COVID-19-Pandemie Rechte und Grundfreiheiten vieler Bürger „unverhältnismäßig und ungerechtfertigt eingeschränkt“ würden; die öffentliche Gesundheit dürfe kein Alibi werden, „um die Zivilbehörden von ihrer Pflicht zu befreien, klug für das Gemeinwohl zu handeln“. In dem Text wird zudem behauptet, es gebe wachsenden Zweifel an der tatsächlichen Ansteckungsgefahr des Coronavirus, und die Berichterstattung über die Pandemie wird als „Alarmismus“ bezeichnet. Die ergriffenen Eindämmungsmaßnahmen begünstigten die Einmischung „fremder Mächte“ mit schwerwiegenden sozialen und politischen Folgen. Es gebe Kräfte, „die daran interessiert sind, in der Bevölkerung Panik zu erzeugen“ und eine „Isolation der Individuen“ zu fördern, „um sie besser manipulieren und kontrollieren zu können“. Dies sei „der beunruhigende Auftakt zur Schaffung einer Weltregierung, die sich jeder Kontrolle entzieht“.
Die Deutsche Bischofskonferenz distanzierte sich am 10. Mai 2020 von der Gruppe der Unterzeichner um Kardinal Müller und erklärte, die Bewertung der Corona-Pandemie durch die Bischofskonferenz unterscheide sich grundlegend von dem veröffentlichten Aufruf. Klaus Pfeiffer, Generalvikar des Bistums Essen, kritisierte, der Aufruf verbreite „krude Verschwörungstheorien ohne Fakten und Belege, verbunden mit einer rechtspopulistischen Kampfrhetorik“ sowie „wirre Thesen, die Ängste schüren, Schwarz-Weiß-Denken verfolgen, üble Feindbilder zeichnen und das Miteinander in unseren Gesellschaften vergiften“. Das habe mit Jesus Christus nichts zu tun.
Der Text wurde von verschiedenen Medien als absurd und die geäußerten Thesen als Verschwörungstheorien bezeichnet.

## Werke (Auswahl)
- Literatur von und über Andreas Laun im Katalog der Deutschen Nationalbibliothek
- Lebensschutz als Regierungsprogramm. In: Anneliese Kitzmüller (Hrsg.): Wir sind Familie! Der freiheitliche Weg zur familienfreundlichsten Gesellschaft. Verein zur Förderung der Medienvielfalt, Wien 2011, ISBN 978-3-9502849-4-2, S. 33–43 (eingeschränkte Vorschau in der Google-Buchsuche).
- Die naturrechtliche Begründung der Ethik in der neueren katholischen Moraltheologie. Wiener Dom-Verlag, Wien 1973, ISBN 978-3-85351-064-3 (= Dissertation).
- Aktuelle Probleme der Moraltheologie. Herder, Wien 1993, ISBN 3-210-25034-0.
- Fragen der Moraltheologie heute. Herder, Wien 1992, ISBN 3-210-25150-9.
- Unterwegs nach Jerusalem. Die Kirche auf der Suche nach ihren jüdischen Wurzeln. Franz-Sales-Verlag, Eichstätt 2003, ISBN 3-7721-0262-X.
- Der salesianische Liebesbegriff. Nächstenliebe, heilige Freundschaft, eheliche Liebe. Franz-Sales-Verlag, Eichstätt 1993, ISBN 3-7721-0067-8.
- Homosexualität aus katholischer Sicht. Franz-Sales-Verlag, Eichstätt 2001, ISBN 3-7721-0239-5.
- Liebe und Partnerschaft aus katholischer Sicht. 8. Auflage, Franz-Sales-Verlag, Eichstätt 2005, ISBN 3-7721-0260-3.
- Gedanken eines Katholiken über den Missbrauch in der Kirche. In: Andreas Späth, Menno Aden (Hrsg.): Die missbrauchte Republik – Aufklärung über die Aufklärer. Inspiration Un Limited, Hamburg/London 2010, ISBN 978-3-9812110-2-3, S. 23–27.